# Galobet

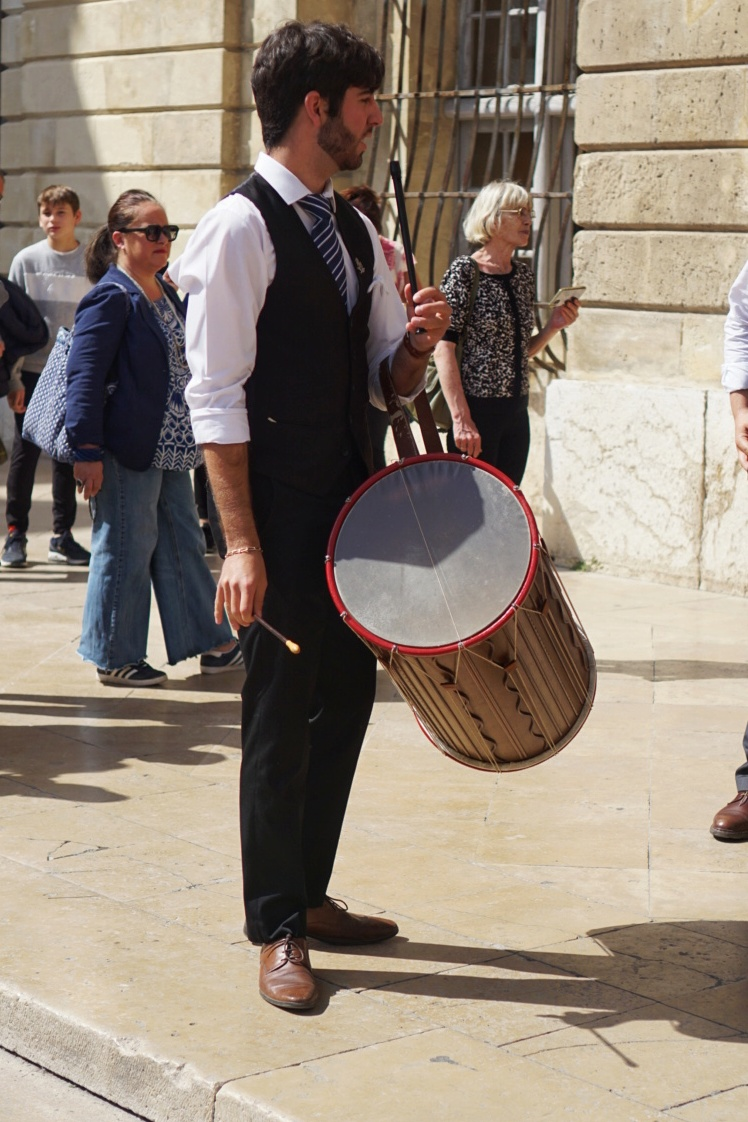
Tamborinaire tocant el galobet i el tamborí a la fira de pasqua d'Arles.

El galobet (galoubet, segons l'ortografia mistralenca, comuna a la Provença) o flaütet és una flauta de tres forats semblant a la flabuta bearnesa, al txistu basc o a la flaüta pitiüsa. La particularitat d'aquest tipus de flautes és que poden tocar-se amb una sola mà deixant l'altra lliure per acompanyar-la amb el tamborí de Provença.
Els tres forats de l'instrument permeten produir quatre notes amb un interval d'un to, un altre d'un to també, i un de mig to [1,1,1/2]. Aquest detall no permet al galobet d'interpretar una gamma cromàtica completa. Acostuma a estar afinat en si, en si bemoll i també n'hi ha que estan en La.
El galobet caracteritza la Provença i és molt popular en les diferents danses tradicionals que es ballen en aquesta regió occitana. Sovent s'identifica el galobet amb Marsella o la ciutat de Toló.